# Fomes
Fomes és un gènere de fongs de la fusta de la família de les poliporàcies (Polyporaceae). Inclou unes 50 espècies que típicament tenen forma ungulada. El nou creixement de cada temporada s'afegeix al marge del fong resultant en una extensió cap avall del himeni. Sovint això representa en una aparença en zonació marcada per bandes de color concèntriques. Diverses espècies són bolets de soca.